# 罗恩·克勒维耶
罗纳德·约瑟夫·奥斯卡·卡米耶·克勒维耶（法語：Ronald Joseph Oscar Camille Crevier，1958年4月14日—），加拿大职业篮球运动员，曾效力于美国NBA联盟。他在1983年的NBA选秀中第4轮第5顺位被芝加哥公牛选中。